# Una diferència extraordinària
"Una diferència extraordinària" (títol original en anglès "A World of Difference") és el vint-i-tresè episodi de la sèrie de televisió d’antologia La Dimensió Desconeguda. L'episodi va ser escrit per Rod Serling, el creador-narrador de la sèrie. Es va emetre originalment l’11 de març de 1960 a la cadena CBS. Ha estat doblat al català i emès per TV3.

## Narració d'obertura
| « | Estàs mirant un quadre de la realitat, coses de substància, de material físic: un escriptori, una finestra, una llum. Aquestes coses existeixen i tenen dimensió. Ara aquest és Arthur Curtis, de trenta-sis anys, que també és real. Té carn i ossos, músculs i ment. Però en un moment veurem com una línia fina separa allò que suposem que és real amb allò fabricat dins d'una ment. | » |

## Argument
Arthur Curtis és un home de negocis d'èxit que planeja unes vacances a San Francisco amb la seva estimada dona Marian. Després d'arribar a la seva oficina i parlar amb la seva secretària Sally, descobreix que el seu telèfon no funciona i, en sentir algú cridar "talla", descobreix que la seva oficina és un plató de cinema. Li diuen que Arthur Curtis és només un personatge que interpreta, i que la seva identitat real és Gerald Raigan, una estrella de cinema que es veu atrapada després d'un divorci brutal de la seva hostil exdona Nora, el seu propi alcoholisme i una carrera en desenvolupament. Pel que sembla, el seu comportament s'ha anat deteriorant des de fa temps i l'estudi està fart d'ell, pensant que simplement fingeix una malaltia mental per evitar les seves responsabilitats. El director adverteix a Raigan/Curtis que probablement serà acomiadat si se'n va, però Raigan/Curtis no li fa cas i abandona l'estudi per tornar a casa. A l'exterior, gairebé és atropellat per un cotxe conduït per Nora, que exigeix els diners que li atorguen del seu acord de divorci, tot i que Raigan/Curtis insisteix que no sap qui és la Nora. Surten junts al cotxe.
Raigan/Curtis intenta en va localitzar la casa d'Arthur Curtis i confon una nena amb la seva filla i l'agafa, fent-la fugir terroritzada. La Nora el condueix a la seva suposada casa real. A dins, coneix a Brinkley, el seu agent (de Raigan), que li diu que si no continua treballant aquell dia, el deixarà com a client. Curtis encara protesta que no és Raigan i intenta trucar al seu lloc de treball, però l'operador no en troba cap llista. Brinkley creu que està tenint una crisi nerviosa i li mostra el guió de rodatge d'una pel·lícula anomenada El món privat d'Arthur Curtis. Aleshores li diu a Raigan/Curtis que la pel·lícula s'està cancel·lant a causa del seu esclat actual i dels problemes en curs.
Raigan/Curtis torna al plató, que s'està desmantellant, i demana que no el deixin al miserable món de Gerald Raigan. El seu despatx reapareix miraculosament com abans, just quan arriba en Marian. La Sally li dona els seus bitllets d'avió. Quan Raigan/Curtis escolta els ecos dels treballadors desmantellant l'estudi, abraça la Marian i li diu desesperadament que no la vol perdre mai; i que han de marxar de vacances immediatament. Aleshores surten ràpidament de la seva oficina i es dirigeixen a l'aeroport. Mentrestant, a l'altre món, Brinkley apareix al plató per descobrir que Raigan ha desaparegut. Alguns membres de la tripulació el van veure tornar al plató, però ningú el va veure marxar. Perplex, Brinkley es pregunta on podria haver anat Raigan. Quan el conjunt es desmunta, el guió d'Arthur Curtis es troba enmig d'un escriptori desordenat, esperant ser llençat. Es veu un avió que acaba d'enlairar i desaparèixer en l'aire, donant a entendre que Raigan/Curtis ha escapat al món que ell buscava.

## Narració de cloenda
| « | El modus operandi per a la sortida de la vida sol ser una caixa de pi de tal o tal dimensions, i això és el màxim en realitat. Però hi ha altres maneres per a un home de sortir de la vida. Pren el cas d'Arthur Curtis, de trenta-sis anys. La seva sortida va ser per una carretera amb un rètol de sortida que diu "This Way To Escape". Arthur Curtis, de camí a la Dimensió Desconeguda. | » |

## Repartiment
- Howard Duff com Arthur Curtis/Gerald "Gerry" Raigan
- Eileen Ryan com a Nora Raigan
- David White com a Brinkley
- Gail Kobe com a Sally
- Peter Walker com a Sam
- Susan Dorn com a Marian Curtis
- Frank Maxwell com a Marty Fisher
- Bill Idelson com a maquinista
- Thomas Martin com a tècnic
- Robert McCord com a membre del grup de càmera